# Apostel-Paulus-Kirche

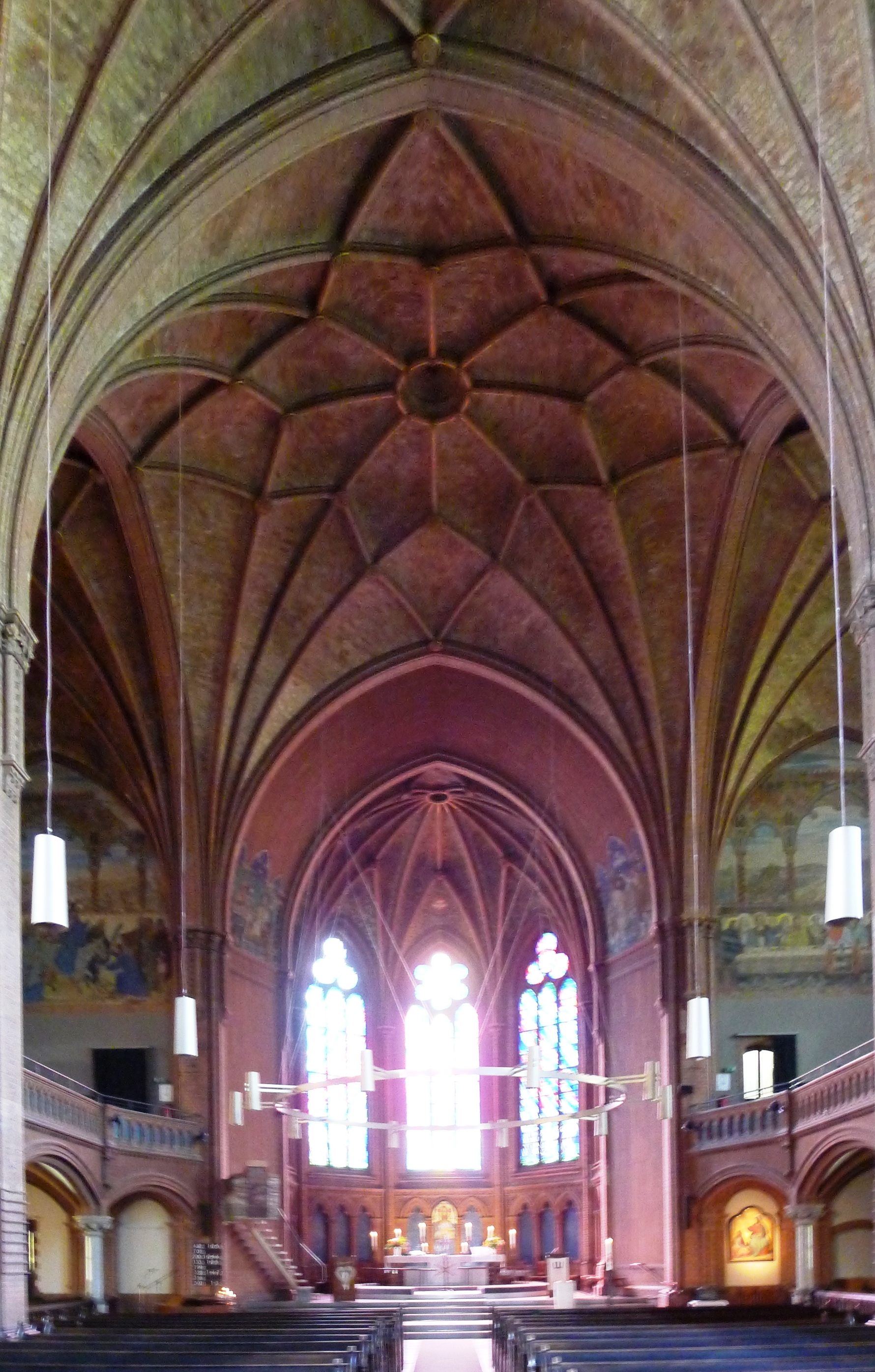
L’interno

La Apostel-Paulus-Kirche (letteralmente “chiesa dell’apostolo Paolo”) è una chiesa evangelica di Berlino, sita nel quartiere di Schöneberg. L’edificio è posto sotto tutela monumentale (Denkmalschutz).

## Storia
La chiesa fu costruita dal 1892 al 1894 su progetto di Franz Heinrich Schwechten, autore anche della vicina – e più nota – Kaiser-Wilhelm-Gedächtniskirche.
Gravemente danneggiata durante la seconda guerra mondiale, venne rapidamente riparata e riaperta al culto nel 1949; venne restaurata definitivamente nel 1961.

## Caratteristiche
Progettata in uno stile ispirato al gotico baltico, con rivestimento in mattoni a vista, si caratterizza per il campanile alto 85 metri e posto al centro della facciata.
L’interno è a pianta basilicale a tre navate, di cui le due laterali sormontate da matronei. La chiesa è conclusa da un’abside pentagonale fiancheggiata esternamente da due torri.